# Teresa Lubińska
Teresa Krystyna Lubińska, née le 17 septembre 1952 à Księginice Wielkie, est une universitaire et une femme d'État polonaise proche du centre droit.

## Biographie

### Formation et carrière
Elle est titulaire d'un diplôme en génie et économie des transports de l'École polytechnique de Szczecin. Elle devient ensuite professeur à l'université de Szczecin.

### Vie politique
Lors des élections législatives du 23 septembre 2001, elle postule sans succès dans la circonscription de Szczecin, sur la liste de l'Union pour la liberté (UW), dont elle est alors membre. En 2002, elle abandonne toute affiliation partisane, et se présente aux élections municipales à Szczecin. Élue au conseil municipal, elle remporte 24 % des voix pour l'élection du maire et termine donc troisième du premier tour.
Le 31 octobre 2005, Teresa Lubińska est nommée ministre des Finances dans le gouvernement minoritaire du conservateur Kazimierz Marcinkiewicz. Elle est relevée de ses fonctions le 7 janvier 2006, au profit de Zyta Gilowska, et devient alors secrétaire d'État à la chancellerie du président du Conseil des ministres.
Elle est investie candidate de Droit et justice (PiS), dont elle n'est pas membre, aux élections municipales de novembre 2006 à Szczecin. Elle retrouve un mandat de conseillère municipale, mais finit troisième du premier tour de l'élection du maire, avec 22,9 %. Pour le second tour, elle soutient le candidat libéral Piotr Krzystek, qui sera finalement élu. Elle se retire ensuite de la vie politique.